# 茄苳富士山
茄苳富士山位在台灣苗栗縣南庄鄉、三灣鄉交界處，標高279公尺，在獅頭山之西。

## 註腳
1. ↑  .   [2021-08-11]. （原始内容存档于2021-04-17）.